# Mycena praelonga
Mycena praelonga é uma espécie de cogumelo da família Mycenaceae.